# Strâmba, Bistrița-Năsăud
Strâmba (maghiară Dornavölgyitelep, germană Krummdorf) este un sat în comuna Josenii Bârgăului din județul Bistrița-Năsăud, Transilvania, România.